# 人口転換

人口転換の概略図。 第五段階（"stage 5"）はまだ不明瞭。

人口転換（じんこうてんかん、demographic transition）とは、社会の近代化にともない、人口の自然増加の形態が多産多死型から多産少死型へ、さらに少産少死型へと変化することである。

## 概要
人口増加は、出生数と死亡数の差である自然増加と都市間・国家間の人口移動による社会増加とを足し合わせた値により求められる。人口転換理論では、自然増加に着目して人口動態を議論する。
人口転換理論によれば、自然増加には3つの形態（多産多死型、多産少死型、少産少死型）があるという。衛生状態の改善や医療技術・医療水準の向上などにより、次のように段階的に形態が移行していく。
- 第1段階…多産多死型
- 第2段階…多産少死型
- 第3段階…少産少死型

近年では日本を中心に少子高齢化の進行に伴い、上の3段階のいずれにも当てはまらない、少産多死型の形態が現れると考えられている。

## メカニズム
第1段階では、出生率も死亡率も高い多産多死の状態である。ここに衛生状態の改善や医療技術・医療水準の向上といった社会的な要因が加わると、死亡率が徐々に減少し始める。これが第2段階の多産少死という出生率が高く、死亡率が低い状態である。出生率は高く維持されているため、人口が爆発的に増加する人口爆発が起こり、自然増加が非常に大きくなる。出生率が高く維持されるのは、高死亡率のために多くの子供を産んでおきたいという第1段階時代の慣例が残存しているためである。ここで更に経済水準・識字率の向上や家族計画など避妊についての知識が浸透すると、出生率が徐々に減少を始める。これが第3段階の少産少死という出生率も死亡率も低い状態である。このため、少産少死の段階では人口がほとんど増加しなくなり、静止人口に近づく。静止人口を過ぎると死亡率が出生率を超えるために人口が減少してどの段階にも当てはまらなくなり、少産多死という状態になる。
現在では、多産多死は後発発展途上国（LDC）で多くみられ、少産少死は日本などの先進国でよくみられる。インドなどはその中間である多産少死の段階であり、人口爆発の状態が続いている。
なお、1994年の第3回世界人口会議以降は個人、特に女性の出産への意思と健康および権利（リプロダクティブ・ヘルス/ライフ）が尊重され、単純な出生数調節の考え方は否定されつつある。